# Forssa, Borlänge

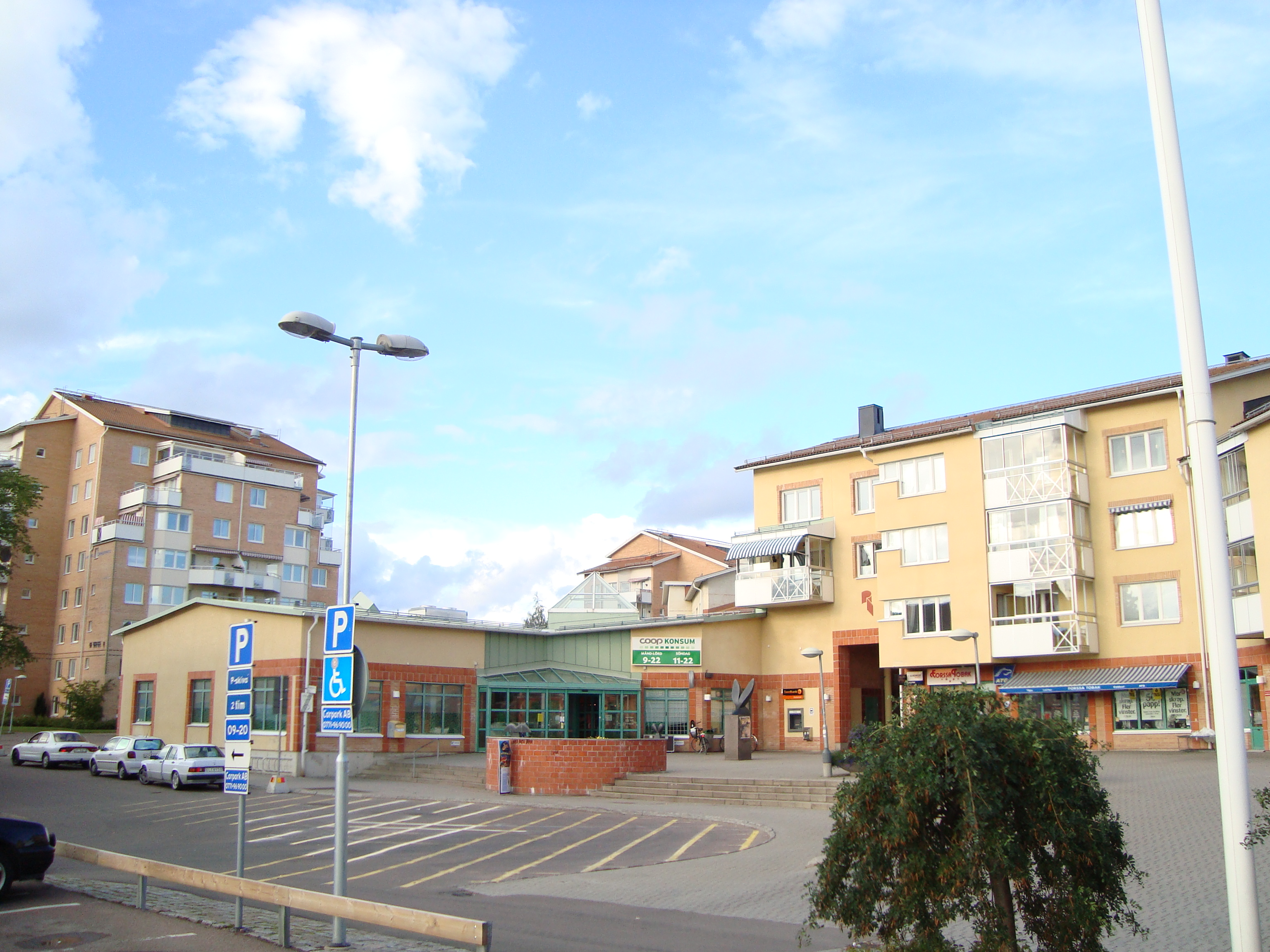
Forssa centrum

Forssa (ibland även Forsa) är en stadsdel i Borlänge. 
Forssas bebyggelse präglas av arbetarbostäder från 1800-talet fram till idag. Hushagen är ett område med hyreskaserner som byggdes i slutet av 1800-talet och i samband med utbyggnaden av järnverket. I Bergslagsbyn finns ett antal småhus uppförda som tjänstemannabostäder under 1910-talet.
Båda områdena har ett stort kulturellt värde och skall bevaras i sitt nuvarande utförande. Bostäderna närmast Forssa centrum inklusive det så kallade Ringenhuset är lägenheter med bostadsrätt.
Domnarvets Jernverk hade flera tjänstemannabostäder i området och än idag ligger VD-villan här. Professor Bo Kalling som uppfann Kaldo-processen bodde i Forssa och har där en väg uppkallad efter sig. 

## Forssa centrum
Forssa centrum är ett mindre affärskomplex som hyser en Konsumbutik, frisersalong och pizzeria med mera. 

## Utbildning
I Forssa finns daghemmen Svartnäsgården och Forssagården samt låg- och mellanstadieskolan Forssaängskolan och högstadieskolan Forssaklackskolan.

## Sport och underhållning
En låt som refererar till Forssa i sin text är Köppäbävisan.
Forssas fotbollslag heter Forssa BK och driver ungdomsverksamhet. 